# Норман (Небраска)
Норман (англ. Norman) — селище (англ. village) в США, в окрузі Карні штату Небраска. Населення — 32 особи (2020).

## Географія
Норман розташований за координатами 40°28′45″ пн. ш. 98°47′32″ зх. д. / 40.47917° пн. ш. 98.79222° зх. д. (40.479154, -98.792102).  За даними Бюро перепису населення США в 2010 році селище мало площу 0,24 км², уся площа — суходіл.

## Демографія
Згідно з переписом 2010 року, у селищі мешкали 43 особи в 22 домогосподарствах у складі 11 родини. Густота населення становила 179 осіб/км².  Було 22 помешкання (92/км²).
Расовий склад населення:
| - 100,0 % — білих |

До двох чи більше рас належало 0,0 %. Частка іспаномовних становила 0,0 % від усіх жителів.
За віковим діапазоном населення розподілялося таким чином: 20,9 % — особи молодші 18 років, 58,2 % — особи у віці 18—64 років, 20,9 % — особи у віці 65 років та старші. Медіана віку мешканця становила 48,3 року. На 100 осіб жіночої статі у селищі припадало 79,2 чоловіків;  на 100 жінок у віці від 18 років та старших — 88,9 чоловіків також старших 18 років.
Середній дохід на одне домашнє господарство  становив 42 060 доларів США (медіана — 48 036), а середній дохід на одну сім'ю — 55 693 долари (медіана — 48 929). За межею бідності перебувало 16,9 % осіб, у тому числі 0,0 % дітей у віці до 18 років та 12,5 % осіб у віці 65 років та старших.
Цивільне працевлаштоване населення становило 25 осіб. Основні галузі зайнятості: виробництво — 44,0 %, освіта, охорона здоров'я та соціальна допомога — 20,0 %, транспорт — 8,0 %, науковці, спеціалісти, менеджери — 8,0 %.